# Ernest Renan
Joseph Ernest Renan (Tréguier, 28 febbraio 1823 – Parigi, 2 ottobre 1892) è stato un filosofo, filologo, storico delle religioni e scrittore francese.
Famoso per la sua definizione di nazione data nel suo discorso Qu'est-ce qu'une nation? (Che cos'è una nazione?) ma anche per i suoi contributi in storia delle religioni, soprattutto in quanto autore della popolare Vie de Jésus (Vita di Gesù), primo volume dell'Histoire des origines du christianisme (Storia delle origini del cristianesimo).
Teorico della razza ariana e sostenitore di posizioni coloniali e razziste molto diffuse ai suoi tempi (anche se in parte diverse dal razzismo del XXI secolo), affermò il primato della razza indoeuropea, celebrando l'eccezionalità degli ebrei come nucleo etnico facente parte a pieno titolo delle "grandi razze civilizzate".

## Biografia

### L'infanzia in Bretagna

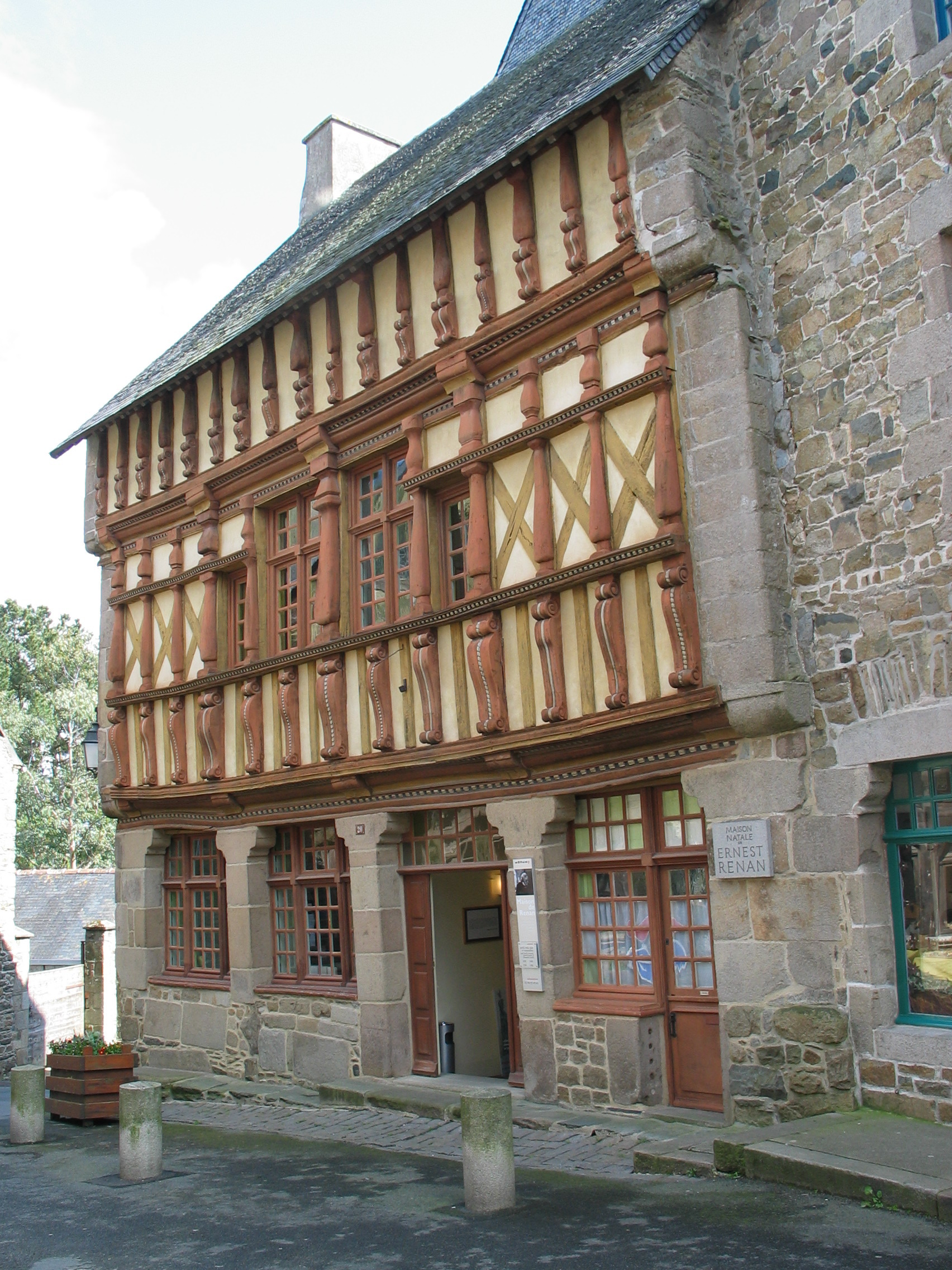
Casa natale di Ernest Renan a Tréguier - oggi museo dedicato alla sua vita e alle sue opere

Nacque a Tréguier in Bretagna da una famiglia di pescatori. Suo nonno, avendo guadagnato una piccola fortuna con un capanno di pesca, comprò una casa a Tréguier e si insediò lì, e suo padre, capitano di un piccolo cutter e ardente repubblicano, sposò la figlia di un uomo d'affari di idee monarchiche proveniente dalla vicina cittadina di Lannion.
Per tutta la sua vita, Renan conservò sentimenti contrastati a proposito delle opposte idee politiche dei genitori.
Aveva 5 anni quando suo padre morì e sua sorella, Henriette, più anziana di lui di 12 anni, diventò il capofamiglia morale. Dopo aver tentato invano di tenere una scuola per ragazze a Tréguier, Henriette si trasferì a Parigi come insegnante in un collegio femminile.
Ernest, intanto, fu educato nel seminario del suo paese natale. La sua valutazione scolastica lo descrive come un ragazzo "docile, paziente, diligente, attento, accurato". Mentre i preti gli fornivano basi di matematica e latino, sua madre completò la sua educazione. La madre era di origine bretone e i suoi nonni paterni provenivano da Bordeaux. Renan era solito dire che la sua natura bretone e quella guascona erano costantemente in lotta.

### Gli studi a Parigi
Nell'estate del 1838 Renan vinse alcuni premi al collegio di Tréguier. La sorella riferì il fatto al dottore della scuola parigina in cui insegnava ed egli lo riferì a Félix-Antoine-Philibert Dupanloup, che era tra gli organizzatori del collegio ecclesiastico di Saint Nicolas du Chardonnet, una scuola dove la giovane nobiltà cattolica e i ragazzi più dotati potevano essere educati insieme, con l'obiettivo di consolidare i legami tra l'aristocrazia e il mondo ecclesiastico.
Dupanloup chiamò a sé Renan, che aveva solo 15 anni e non era mai uscito dalla Bretagna. "Ho imparato con stupore come la conoscenza non fosse un privilegio della Chiesa... Ho compreso il significato delle parole talento, fama e celebrità". La religione gli sembrava totalmente differente tra Tréguier e Parigi. Il cattolicesimo pseudo-scientifico, superficiale e brillante della capitale non soddisfaceva Renan, abituato alla fede austera dei suoi insegnanti bretoni.
Nel 1840, Renan lasciò il Saint Nicolas per studiare filosofia al seminario di Issy-les-Moulineaux. La retorica del Saint Nicolas lo aveva stancato, e sperava di soddisfare la sua intelligenza seria e pragmatica con il vasto e solido materiale della teologia cattolica. Fu attratto dai lavori dei filosofi Thomas Reid e Nicolas Malebranche, e in seguito si appassionò ai lavori di Hegel, Immanuel Kant e Herder. Renan cominciò a vedere le contraddizioni tra lo studio della metafisica e la fede che professava, e cominciò a sviluppare un desiderio segreto di verità verificabili. "La filosofia eccita e soddisfa l'appetito di verità solo per metà; io desidero la matematica", scrisse a Henriette. La sorella aveva accettato un lavoro più redditizio del precedente presso la famiglia del conte Zamoyski ed esercitava ancora una forte influenza su suo fratello.
Non fu la matematica a placare i dubbi di Renan, ma la filologia. I suoi studi si conclusero a Issy, dove entrò nel collegio di Saint Sulpice per ottenere una laurea in filologia prima di entrare nella Chiesa e lì cominciare gli studi di ebraico. Notò che la seconda parte del Libro di Isaia differisce dalla prima non solo per stile, ma anche per data; che la grammatica e la storia del Pentateuco sono successive ai tempi di Mosè; che il Libro di Daniele è chiaramente scritto secoli dopo il periodo in cui è ambientato.

### Dalla religione alla scienza
A poco a poco e in segreto Renan si ritrovò lontano dalla fede religiosa, ma desiderava continuare a vivere la vita dei sacerdoti cattolici. La lotta tra fede e scienza tuttavia fu presto vinta da quest'ultima. Nell'ottobre 1845 Renan lasciò il Saint Sulpice per entrare a Stanislas, un collegio di laici legati alla congregazione dell'Oratorio. Sentendosi ancora legato al dominio della Chiesa, ruppe con qualche riluttanza gli ultimi legami che lo legavano alla vita religiosa ed entrò come assistente alla scuola maschile di M. Crouzet.
Renan, cresciuto dai preti, accolse l'ideale scientifico con una straordinaria fioritura di tutte le sue facoltà. Divenne appassionato dello splendore del cosmo. Alla fine della sua vita scrisse di Amiel: "Un uomo che ha tempo per tenere un diario privato non ha mai compreso l'immensità dell'universo". I precetti delle scienze naturali gli furono insegnati nel 1846 dal chimico Marcellin Berthelot, allora diciottenne, suo studente alla scuola di M. Crouzet. La loro amicizia continuò fino alla morte di Renan. Renan era impegnato come assistente solo la sera: durante il giorno continuava le sue ricerche sulla filologia semitica.
Nel 1847 ottenne il Prix Volney, uno dei principali riconoscimenti della Académie des inscriptions et belles-lettres, per il manoscritto della sua Storia Generale e Sistema comparato delle Lingue Semitiche. Venne nominato Agrégé de Philosophie - professore ordinario - e gli venne offerto un posto di direttore in un liceo di Vendôme.

### Il personaggio pubblico

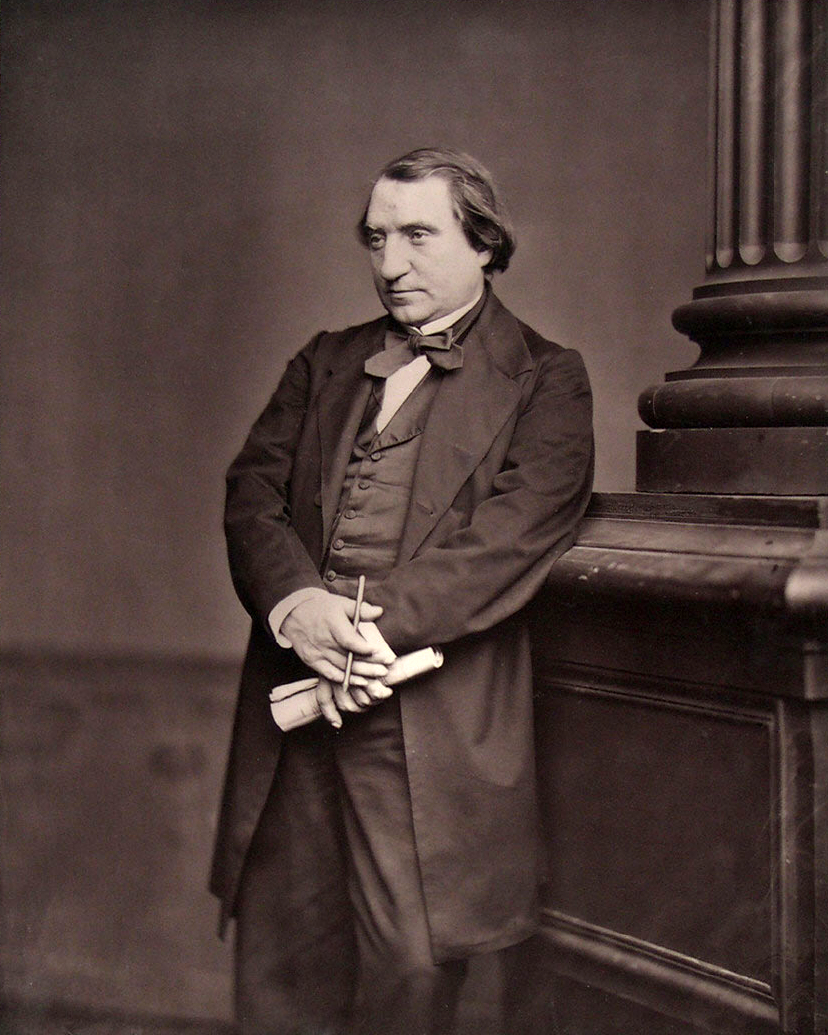
Ernest Renan in una fotografia di Adam-Solomon del 1870

Renan non era solo uno studioso. Identifica in San Paolo, così come negli Atti degli Apostoli, un interesse per una vita sociale allargata, per un senso di fraternità e un recupero del sentimento democratico che ispirò L'Avenir de la science (Il futuro della scienza). Nel 1869 si presentò come candidato per l'opposizione liberale alle elezioni parlamentari di Meaux. Mentre il suo carattere diventava sempre meno aristocratico, il suo liberalismo lo rese più tollerante.
Poco prima della caduta dell'impero francese, Renan si trovò per metà vicino alle posizioni bonapartiste, e se fosse stato eletto alla Camera dei deputati si sarebbe unito al gruppo dei bonapartisti liberali, sostenitori di un "impero liberale", ma non venne eletto. Un anno dopo venne dichiarata la guerra contro la Prussia. L'Impero cadde e Napoleone III venne esiliato. La guerra fu un punto di svolta per Renan. La Prussia gli era sempre parsa come un rifugio per la scienza libera e il pensiero. Ora, vedendo la terra dei suoi ideali distruggere e mandare in rovina la sua terra natale, prese a considerare i tedeschi come degli invasori.
In La Réforme intellectuelle et morale (1871) Renan tentò di salvaguardare il futuro della Francia, ma era ancora sotto l'influenza tedesca; l'ideale e la disciplina che proponeva alla sua nazione sconfitta erano quelle del suo conquistatore: una società feudale, un governo monarchico, un'élite per cui il resto della nazione svolgeva un ruolo di supporto subordinato; un ideale di onore e doveri imposti da una cerchia ristretta a una moltitudine recalcitrante e sottomessa. È in quest'opera che Renan esprime inoltre alcune delle sue posizioni sulle presunte "razze" umane che nel XXI secolo sono state identificate come idee fondanti del colonialismo e del cosiddetto razzismo scientifico:
(Ernest Renan, La réforme intellectuelle et morale de la France (1871))
Gli errori della Comune di Parigi consolidarono le idee di Renan. Allo stesso tempo, l'ironia da sempre presente nei suoi lavori cominciò a diventare più aspra. I suoi Dialogues philosophiques, scritti nel 1871, l' Ecclesiaste (1882) e l' Anticristo (1876) (Il quarto volume della Storia delle origini del cristianesimo, che trattava l'impero di Nerone) erano incomparabili per il loro genio letterario, ma erano esempi di un carattere scettico e disincantato.

### La disillusione e la rinnovata fiducia
Renan cercò vanamente di convincere il suo paese a seguire i suoi precetti, finché si rassegnò a osservare impotente la sua deriva verso la perdizione. Il progredire degli eventi, al contrario, gli mostrò una Francia ogni giorno più forte: abbandonò la propria incredulità e disillusione e osservò con interesse la lotta per la giustizia e la libertà di una società democratica. Nel quinto e sesto volume della Storia delle origini del cristianesimo (sulla Chiesa cristiana e Marco Aurelio) traspariva la propria riconciliazione con la democrazia, la sua fiducia nell'ascesa graduale dell'uomo, l'attenzione al fatto che le grandi catastrofi non interrompono il lento ma inesorabile progresso del mondo. Si riconciliò, se non con i dogmi, almeno con la bellezza morale del Cattolicesimo e con il ricordo della sua gioventù da credente.

### Che cos'è una nazione?
«Per le loro caratteristiche diverse, spesso opposte, le nazioni servono l’opera comune della civilizzazione; tutte apportano una nota al grande concerto dell’umanità, che, in fine, è la più alta realtà ideale a cui arriviamo». Questo celebre scritto deriva da una conferenza tenuta alla Sorbona nel 1882. Renan spiega che le nazioni sono un fenomeno nuovo nella storia, sconosciuto all'antichità.
Qual è il principio su cui si fonda una nazione? L'autore contesta una serie di risposte spesso invocate. Quella di Renan può essere considerata una concezione contrattualistica della nazione, basata sulla volontà di un popolo di formare una nazione, in contrapposizione alla concezione tedesca ottocentesca che si suppone molto più di tipo "essenzialistico", basata su cultura, lingua, religione e razza. I Discorsi alla nazione tedesca di Fichte sono spesso presi come esempio di questo tipo.

 
Secondo Renan le nazioni nacquero a seguito delle invasioni germaniche, le quali col tempo generarono una fusione omogenea di popolazioni. Così si formarono, per esempio, la Francia, la Germania e l'Inghilterra. Una nazione non è però una dinastia (che può mancare), né una razza (le nazioni europee sono di sangue misto), né una lingua (che invita ma non forza a unirsi), né una religione, né un territorio, né una comunanza di interessi. La nazione, secondo Renan, è un principio spirituale, costituito da due elementi, uno passato e uno presente. Il primo: una ricca eredità di ricordi (anche se spesso l'oblio è risultato altrettanto importante), glorie e sacrifici; il secondo: il consenso attuale a vivere insieme: 
Un principio, quindi, che si basa sulla volontà e il consenso, contrapposto a criteri puramente materiali. Infine, una nazione ha il diritto all'esistenza nel momento in cui i cittadini di tale nazione ritengano opportuno sacrificare i propri interessi a favore di essa.

### I ricordi d'infanzia e di giovinezza
In età avanzata il filosofo attraversò un periodo di contemplazione della sua giovinezza. Era quasi sessantenne quando nel 1883 pubblicò i Souvenirs d'enfance et de jeunesse (Ricordi d'infanzia e di gioventù), il suo lavoro più famoso. Quest'opera possiede quella nota lirica uno sfogo personale che il pubblico apprezza solitamente in un uomo già famoso. Mostrava all'uomo moderno che un mondo non meno poetico né meno primitivo rispetto a quello mostrato nella Storia delle origini del cristianesimo era esistito e ancora esisteva nella memoria storica del nord ovest della Francia. Vi era una magia di romanticismo antico, semplicità, naturalezza e veracità che nel XIX secolo era molto apprezzata. L'Ecclesiaste, pubblicato pochi mesi prima, e i suoi Drames philosophiques, raccolti nel 1888, diedero un'immagine più adeguata del suo spirito critico e disincantato ma ancora ottimistico. Mostravano un'attrazione verso una forma grezza di socialismo, da filosofo liberale ma di temperamento aristocratico.
Leggiamo in una di queste opere come Calibano (metafora della democrazia), da bruto primitivo, una volta educato alle proprie responsabilità diventa dopotutto un governante all'altezza; di come Prospero (il principio aristocratico, o, se vogliamo, la ragione) accetta la sua detronizzazione per il bene di una maggiore libertà nel mondo intellettuale, visto che Calibano si dimostra un "poliziotto" efficace lasciando più libertà ai suoi superiori; di come Ariel (il principio religioso) acquista una presa più salda sulla vita e non si abbandona più al minimo spunto di cambiamento. Ciò nonostante, Ariel si afferma al servizio di Prospero sotto il governo esterno di Calibano. La religione e la conoscenza sono immortali tanto quanto il mondo che rappresentano. Per cui, sotto sotto, traspare l'idealismo essenziale di Ernest Renan.

### Gli ultimi anni
Renan fu un grande lavoratore. A sessant'anni di età, avendo completato la Storia delle origini del cristianesimo, cominciò la sua Storia di Israele, basata su una vita di studi sull'Antico Testamento, e sul Corpus Inscriptionum Semiticarum, pubblicato dalla Académie des Inscriptions sotto la direzione di Renan a partire dal 1881 fino alla sua morte. Il primo volume della Storia di Israele apparve nel 1887; il terzo nel 1891; gli ultimi due postumi. Come storia di fatti e teorie, l'opera mostra molte pecche; come saggio dell'evoluzione dell'idea religiosa, è di straordinaria importanza nonostante alcuni passaggi di frivolezza, ironia e incoerenza; come riflessione sulla mente di Ernest Renan, è l'immagine più viva e realistica.
In un volume di saggi collettivi, Feuilles détachées (Fogli staccati), anch'esso pubblicato nel 1891, troviamo la stessa attitudine mentale, un'affermazione della necessità di una pietà indipendente dal dogma. Nei suoi ultimi anni ricevette numerose onorificenze, e venne fatto amministratore del prestigioso Collège de France e Grande Ufficiale della Legione d'Onore. Due volumi della Storia di Israele, la corrispondenza con la sorella Henriette, le sue Lettere a M. Berthelot, e la Storia della politica religiosa di Filippo il Bello, scritta negli anni immediatamente precedenti al suo matrimonio, apparvero negli ultimi otto anni del XIX secolo. Ernest Renan morì nel 1892 e fu seppellito nel Cimitero di Montmartre a Parigi. Un suo nipote è lo scrittore Ernest Psichari.

## Pensiero
- Renan era estremamente affascinato dalla scienza disinteressata in quanto essa permette alla conoscenza umana di consolidarsi e accrescersi di generazione in generazione, quando, al contrario, gli errori e gli egoismi individuali finiscono per annullarsi per effetto delle forze antagoniste, e, pertanto, sono destinati a non lasciare alcuna traccia (vedi anche l'articolo noosfera)[16]. La ragione e la scienza sono destinate a superare i propri limiti e a porsi come guida dell'umanità e del suo futuro.[17]
- I rapporti con la religione cristiana sono ambivalenti: la critica come sistema di pensiero monolitico mentre l'apprezza in quanto ha evitato di vivere in maniera selvaggia. Ne L'avvenire della scienza, riassume la cosa nel seguente modo: Quando sono in città, mi burlo di chi si reca a messa; ma quando sono in campagna, al contrario, mi burlo di chi non ci va.[18] La religione non è più un fatto di Stato, ma è ridotta a mera scelta privata della coscienza individuale: si può essere inglesi o francesi essendo cattolici o protestanti.[17]
- Renan differenzia tra ariani e semiti, distinguendo le razze sul piano culturale (non su quello biologico)[17].
- Renan si allinea immediatamente alla teoria della selezione naturale introdotta da Darwin.[19]
- Si mostra inquieto per l'avvenire dell'umanità, temendo la morte per esaurimento della generosità dei cuori, analogamente a quella che l'industria potrebbe subire a causa dell'esaurimento del carbone. Forse i nostri discendenti vivranno come delle lucertole non pensando ad altro che ad approfittare parassiticamente del sole (vedi paradosso di Fermi).[19]

## Opere
- Histoire générale et systèmes comparés des langues sémitiques (1845)
- Averroès et l'averroïsme (1852), trad. it. a cura di Francesco Petruzzelli: Averroè e l'averroismo, in: E. Renan, Scritti filosofici, a cura di G. Campioni, Bompiani, Milano, 2008.
- Études d'histoire religieuse (1857)
- De l'origine du langage (1858)
- Essais de morale et de critique (1859)
- Le Cantique des cantiques - traduzione del Cantico dei cantici (1860).
- La Vie de Jésus (1863).
- Prière sur l'Acropole (1865), trad. it. a cura di S. Battaglia: Preghiera sull'Acropoli, Novecento, 1995.
- Mission de Phénicie (1865-1874)
- Les Apôtres (1866), trad. it. di E. Torelli-Viollier: Gli apostoli, Corbaccio, Milano, 1936.
- L'Antéchrist (1873), trad. it. L'Anticristo Nerone a cura di Angelo Treves, Edizioni Corbaccio, Milano 1936.
- Caliban (1878), trad. it. a cura di B. Casalini: Calibano. Seguito della Tempesta. Sellerio, Palermo, 1995.
- Histoire des origines du christianisme - 8 volumi (1866-1881)
- Histoire du peuple d'Israël - 5 volumi (1887-1893)
- Eau de Jouvence (1880)
- Souvenirs d'enfance et de jeunesse (1884), trad. it. a cura di Stefano De Simone: Ricordi d'infanzia e di giovinezza, UTET, Torino, 1954.
- Le Prêtre de Némi (1885)
- Examen de conscience philosophique (1889), trad. it. a cura di Umberto Curi: Filosofico esame di coscienza, Calabritto, Mattia & Fortunato, 2006.
- La Réforme intellectuelle et morale de la France, (1875)
- Dialogues philosophiques (1871), trad. it. a cura di G. Campioni: Dialoghi filosofici, ETS, 1993.
- Marc-Aurèle et la fin du monde antique (1882), trad. it. di Angelo Ferrari: Marco Aurelio e la fine del mondo antico, Dall'Oglio, Milano, 1958.
- L'avenir de la science (1890; ma risalente al 1849)